# Монпазье
Монпазье (фр. Monpazier) — коммуна на юго-западе Франции в департаменте Дордонь (регион Аквитания). Монпазье является главным городом одноимённого кантона.
Самая маленькая по своей территории коммуна департамента Дордонь, Монпазье представляет собой старинную английскую бастиду XIII века. Поселение является охраняемой территорией и включено в список «Самые красивые города Франции».

## География
Коммуна находится на территории края Пурпурный Перигор у границы с Аженской областью, в 45 километрах от Бержерака и в 45 километрах южнее Сарла. Недалеко от города протекает речка Дропт, правый приток Гаронны.
Имея площадь всего лишь 53 гектаров, Монпазье является самой маленькой коммуной департамента Дордонь, выросшей вокруг средневековой укреплённой бастиды. В силу этого обстоятельства Монпазье занимает второе место в департаменте по плотности населения, уступая по этому показателю только Перигё.

## Происхождение названия
Название Монпазье, в латинизированном виде «Castrum Montis Pazerii», появилось в XIII веке, во время основания укреплённого поселения. Это название означало «укрепление на мирном холме». С течением времени слово «укрепление» из названия пропало.

## История
В соответствии с условиями заключенного Парижского договора 04 декабря 1259 года король Франции Людовик IX принял оммаж от английского короля Генриха III, получившего в ленное владение Лимузен, Перигор, Керси, Аженскую область и часть Сентонжа, при этом Людовик Святой смог защитить своё владение Нормандией.
После смерти в 1271 году Альфонса де Пуатье, не оставившего наследников, король Франции Филипп III Смелый, взошедший на престол после смерти в Тунисе своего отца Людовика Святого, унаследовал графство Тулузы, Пуату и часть Оверни. По Амьенскому мирному договору, заключенному 23 мая 1279 года, Франция уступила Аженскую область, Сентонж и Понтьё английскому королю Эдуарду I. После смерти в 1283 году своего брата Пьера, король Франции Филипп III унаследовал графство Перш и графство Алансон.
Альфонс де Пуатье в 1261 году основал бастиду Вильфранш-дю-Перигор на землях барона де Пестияк, восточнее Монпазье, а в 1267 году — бастиду Вильреаль, располагавшуюся западнее, на землях барона Бирона.
В ответ, король Англии, владевший тогда Гиенью, тоже принялся за строительство бастид с целью сохранения контроля и развития новых земель в южном Перигоре и в северном Ажене: Лаленд, Бомон, Мольер и Рокпин.
07 января 1284 года был заключен контракт совместного управления (фр. contrat de paréage) между сенешалем Жаном I де Грайи, представлявшим короля Англии, герцога Гиеньского, и Пьером де Гонто (фр. Pierre de Gontaut), сеньором Бирона, по которому была основана новая бастида «Mont Pazier». Король Англии стал сюзереном Пьера де Гонто в 1279 году.
В начальном периоде своего существования Монпазье являлся английской бастидой, основанной королём Англии Эдуардом I для закрепления населения на его аквитанских землях, граничивших с Францией. Жителям этой бастиды были дарованы многочисленные привилегии, в том числе освобождение от уплаты налогов и упразднение сеньориального подчинения.
Бастида была спланирована в форме прямоугольника в соответствии с гипподамовой системой; вокруг центральной площади, названной «площадью аркад» строились жилые дома в период с XIII по XVII век. Монпазье сумела с течением времени сохранить свой изначальный характер несмотря на различные несчастья, и избежать разрушений, причинённых этому региону религиозными войнами.

## Достопримечательности
В настоящее время от бастиды сохранился общий план и три из шести укреплённых ворот. Несколько домов сохранили свои характерные особенности.
- Церковь Сен-Доминик де Монпазье[4], построенная в период XIII—XVI века.
- Дом капитула или место хранения собранной десятины.
- Городские укрепления и врата (фр.).
- Шато Сен-Жермен, посещение возможно.
- Центральная городская площадь — Площадь аркад (фр. Place des cornières).

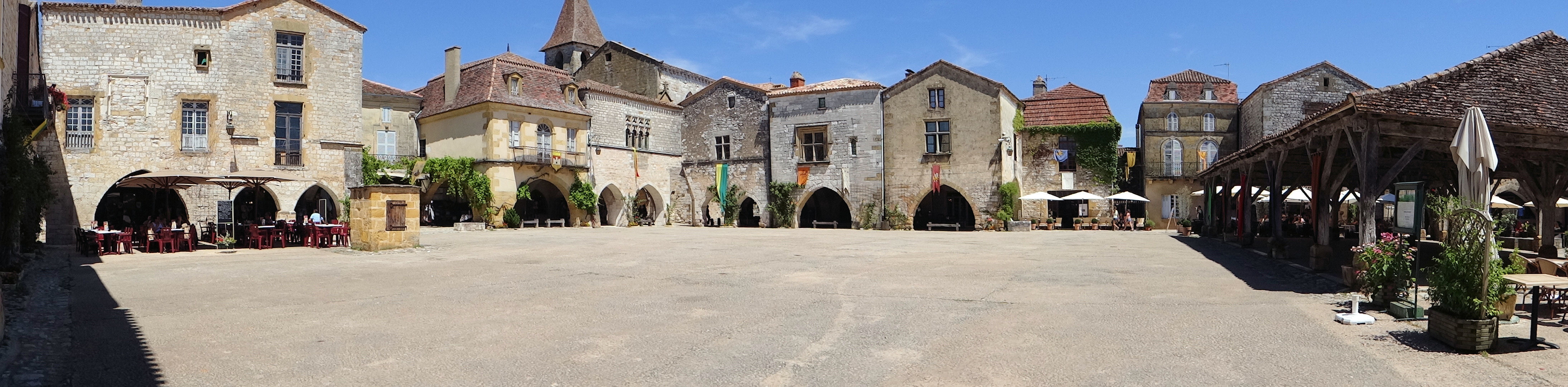
Панорамный вид площади аркад

### Здание Hôtel de Londres
Относительно других зданий это сооружение можно назвать современным, его не существовало в 1856 году, поскольку кадастр того времени зафиксировал на данном месте парк неправильной формы. В ту эпоху имелся проект переустройства и расширения рыночной площади в северной части города. По воспоминаниям старожилов, фундамент жилого здания был заложен в течение одной ночи, в результате чего отель не имеет формы правильного прямоугольника, поскольку его западная стена длиннее восточной. Сейчас неизвестно, предназначалось ли здание сразу под гостиницу, но имеется письмо в котором было указано: «Hôtel de Londres — RC Bergerac 1880».
Множество знаменитых постояльцев отеля оставили записи в книге отзывов, которую бережно хранят потомки владельцев отеля. В 1930 году в отеле останавливался писатель Блез Сандрар, в сопровождении Джона Дос Пассоса; они искали следы известного жителя Монпазье, авантюриста Жана Гальмо, чьи похождения легли в основу романа-репортажа «Rhum».
В 2006 году гостиничный бизнес был полностью прекращён в этом отеле.

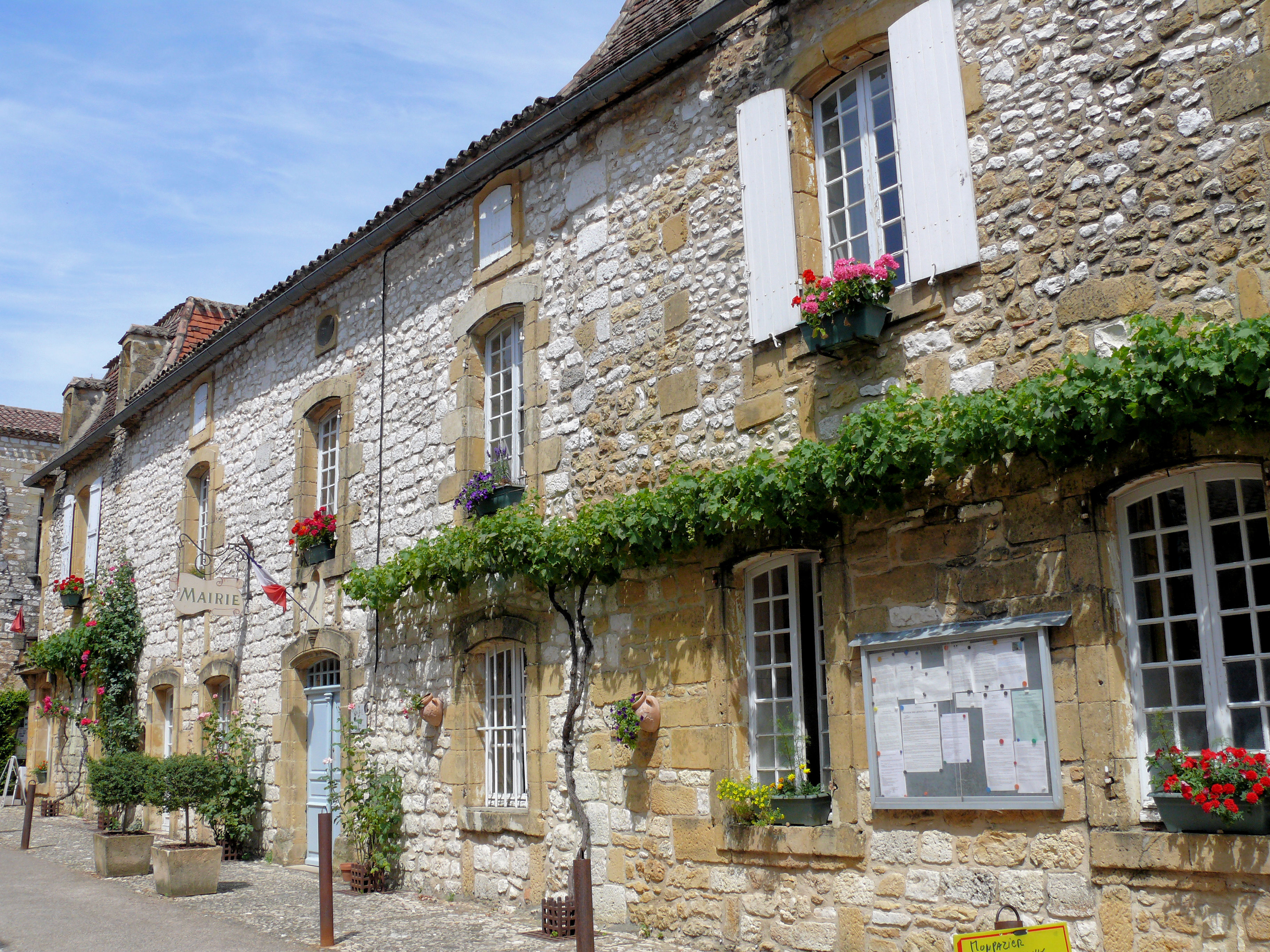
Мэрия Монпазье
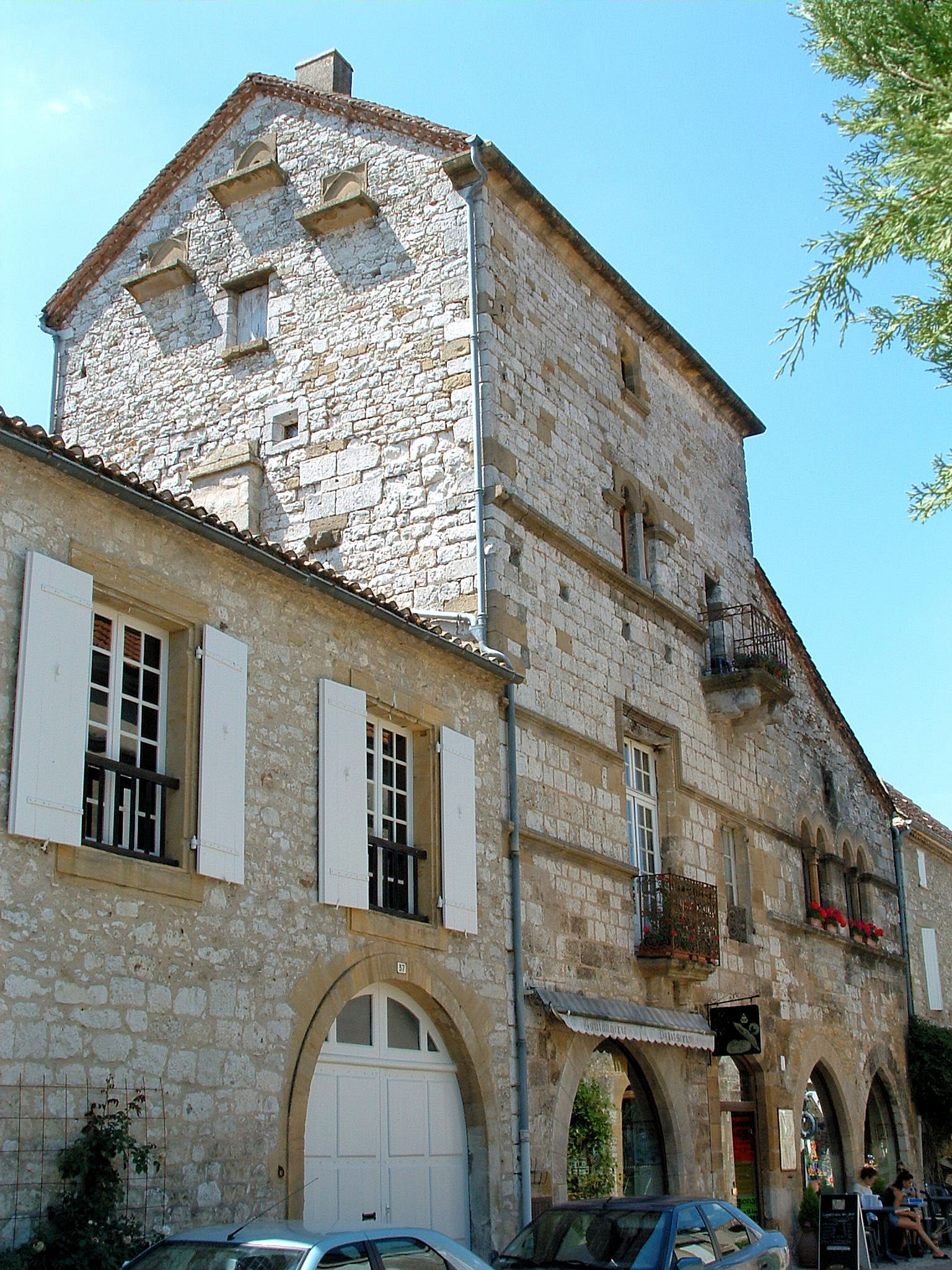
Дом капитула, rue Notre-Dame
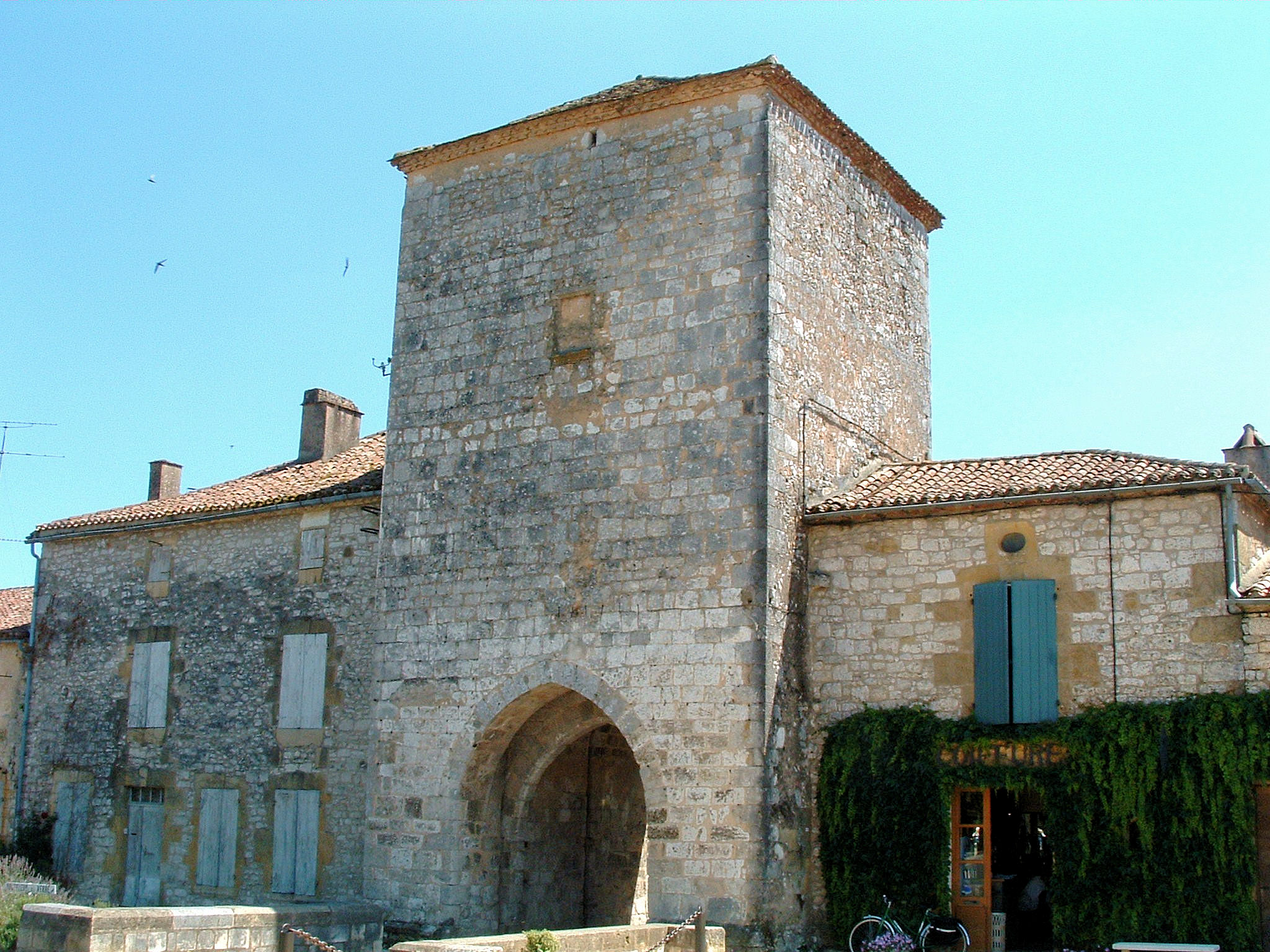
Врата бастиды у rue Notre-Dame
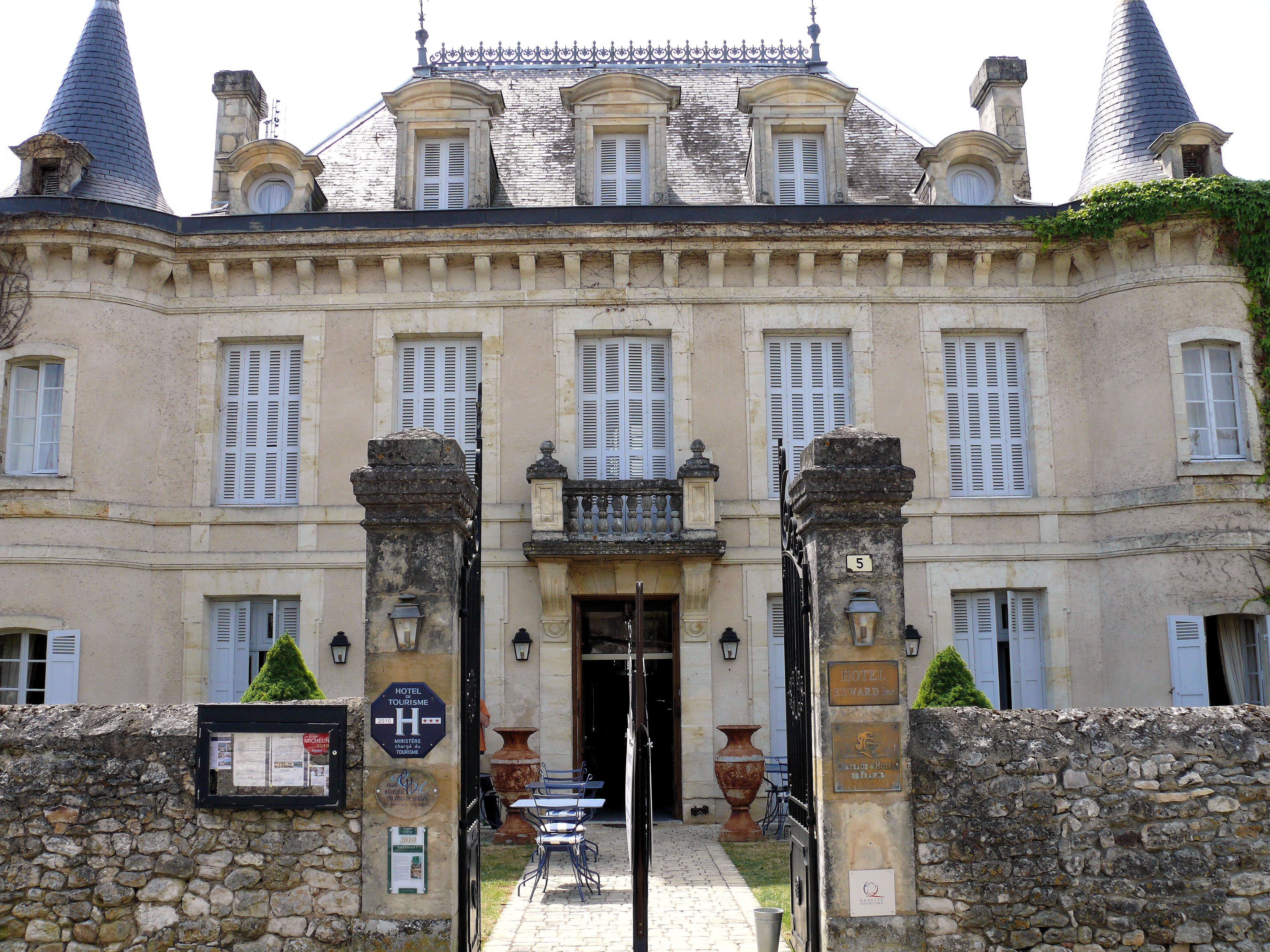
Отель Эдуард I